# Арефьево (Красноярский край)
Аре́фьево — село в Бирилюсском районе Красноярского края России. Административный центр Арефьевского сельсовета.

## География
Село находится на правом берегу реки Чулым, на расстоянии примерно 6 км к северу от села Новобирилюссы, административного центра района. Абсолютная высота — 179 м над уровнем моря.

## Население
| 2010 |
| ---- |
| 390  |

### Гендерный состав
По данным Всероссийской переписи населения 2010 года, в селе проживало 390 жителей (185 мужчин и 205 женщин).

## Улицы
| - ул. Лесная, - ул. Молодёжная, - ул. Новая, | - ул. Советская, - ул. Солнечная, - ул. Школьная. |